# بوندنتال
بوندنتال (به آلمانی: Bundenthal) یک شهر در آلمان است که در زودوستپفالتس واقع شده‌است. بوندنتال ۱٬۱۴۴ نفر جمعیت دارد.